# Edward O'Brien (atleta)
Edward O'Brien (12 settembre 1914 – Bermuda, 15 settembre 1976) è stato un velocista statunitense.

## Palmarès

### Olimpiadi
- Argento a Berlino 1936 nella staffetta 4×400 metri.